# Aeropuerto de Roxas
El Aeropuerto de Roxas (en tagalo: Paliparan ng Roxas; en hiligainón: Hulugpaan sang Roxas) (IATA: RXS, ICAO: RPVR) es un aeropuerto que sirve el área general de la ciudad de Roxas, la capital de la provincia de Cápiz, en el país asiático de Filipinas. El aeropuerto está clasificado como aeropuerto principal de la clase 1, por la Autoridad de Aviación Civil de Filipinas, un organismo del Departamento de Transportes y Comunicaciones que se encarga no solo de las operaciones de este aeropuerto , sino también de todos los otros aeropuertos en Filipinas, excepto los principales aeropuertos internacionales .
Sus principales aerolíneas y destinos son:
- Cebgo:	Manila.
- Cebú Pacific:	Manila.
- Philippine Airlines: Manila.